# Amastus simulator
Amastus simulator är en fjärilsart som beskrevs av De Toulgoët 1981. Amastus simulator ingår i släktet Amastus och familjen björnspinnare. Inga underarter finns listade i Catalogue of Life.